# علي زيدان (عالم دين)
هو الشيخ علي ناصر زيدان العاملي المعركي.
عالم دين شيعي، أديب وشاعر من جبل عامل.

## نشأته وسيرته
أصله من عرب البادية من بني صخر، رحل جدّه من البادية إلى بلاد صفد، ومن ثم جاء إلى قرية معركة (من قرى جبل عامل) وتوفي فيها. نشأ ابنه (ناصر) في هذه القرية وتقرّب من الشيخ مقبل آل الصغير (من أمراء العشائر) فأقطعه الأخير أرض بالقرية المذكورة وبقي فيها حتى وفاته، وله ولدان هما محمد وعلي صاحب هذه الترجمة.
قرأ الشيخ علي زيدان في جويا على الشيخ محمد علي الخاتوني، ثم انتقل إلى شقرا وقرأ على السيد علي محمد الأمين وعلى أولاده، كما قرأ على الشيخ حسن القبيسي في بلدة أنصار.
ثم قصد النجف، فأكمل علومه الدينية على يد علمائها.
وقد كان مقرّبا كثيرا من أمير جبل عامل حمد البك، وكانت بينه وبين عائلة بيت الزين اختلافات على أراضٍ وأملاك فترافع الطرفان عند حمد البك، فمنع الأخير بيت الزين عن الشيخ وصدّهم وأقرّه على الأرض المدّعى عليها ونصره وأخذ بيده وكان هذا من أحد أسباب قيام آل الزين ضد حمد البك والإدعاء عليه في بيروت وإخراجه من الحكم لفترة من الزمن.
ويحكي السيد محسن الأمين عنه انه كان يتقعّر في كلامه ويتكلم على العربية الفصحى ويأتي بغريب الألفاظ فكان يوما مع الشيخ محمد علي الخاتوني في سفر فتأخر عنه الخاتوني، فمرّ هو على رجل فلاح يستقي على بئر فقال له يا أيها الرجل استق لنا خصوا أو خصوين لنسقي هذه الرمكة، فلم يفهم الفلاح كلامه وسمع خصوا وخصوين فقال له أما تستحي وأنت شيخ أن تتكلم بكلام الفحش، فأعاد عليه العبارة ووقع الشر بينهما فجاء الخاتوني وسأل ما الخبر فقال له الفلاح إن هذا الشيخ يخاطبني بكلام فيه فحش فقال ماذا قلت له فأخبره فلامه وقال له إملأ لنا دلوين لنسقي الفرس فقال: «هكذا تكلم ككلام الأوادم».

## شعره
من شعره مراسلا السيد محمود الأمين والسيد أمين الأمين:
```
    خليلي جاد الغيث روض حماكما   ولا أوهنت أيدي الزمان قواكما
    ولا برحت تهمي على القرب والنوى  بغيتين من علم وجود سماكما
    ولا عجب ان جئتما بفرائد    وجاريتما بحر العلوم أباكما
    فأحرزتما التقديم في حلبة العلى  وقصر أهل الفضل دون مداكما
    وقطعتما يا كوكبي آل هاشم   قلوبا على ضغن طوتها عداكما
    قضى الله لي من فضله كل حاجة   ولا زال يرعاني إذا ما رعاكما
    لقد شق عن أصل كريم سماكما      كما شق من حمد وأمن سماكما
         واني على ما حزته من فضائل     تقاعد عنها الطالبون سواكما
         فضائل بيض باقيات يشينها      حسود قلانا من عمى وقلاكما
         لذو صبوة في الحب أهوى لقاكما     وتطوى على ما في حشاي حشاكما
                   أحن إذا شطت برغمي نواكما           وأصبو إذا هبت صبا بشذاكما
```

ومن شعره ما قاله حين زار الشيخ إبراهيم صادق في النبطية حين قدم من العراق من قصيدة:
```
                   قف بالديار على الطلول قليلا          تقض الصبابة دينها الممطولا
                   ولطالما زارت حماك جاذر                جرت على ذاك الكثيب ذيولا
```

وله مادحا علي بك الأسعد من أبيات:
```
                    قسما بأطواد العلى من وائل           اني لطود في ودادك رأسي
                    لك هضبة المجد التي لا ترتقى             والسبق في مجرى الندى والباس
                    مجد على التقوى بنيت أساسه            ان التقى للمجد خير أساس
                    وأفاك ملتهف الحشا فرددته             ثلج الحشاشة بارد الأنفاس
```

## وفاته
توفي سنة 1289 بقرية معركة من جبل عامل ودفن فيها.

## وصلات خارجية
ترجمة الشيخ علي زيدان في معجم البابطين